# Filumena Marturano
Filumena Marturano è una commedia teatrale in tre atti scritta nel 1946 da Eduardo De Filippo e inserita dall'autore nella raccolta Cantata dei giorni dispari. È uno dei lavori di Eduardo più conosciuti e apprezzati dal pubblico e dalla critica internazionale.
Scritta originariamente da De Filippo appositamente per la sorella Titina De Filippo, che rese una grande interpretazione del personaggio femminile di Filumena, in seguito fu interpretata da Regina Bianchi, Pupella Maggio, Valeria Moriconi, Isa Danieli, Lina Sastri, Mariangela Melato, Mariangela D'Abbraccio, Vanessa Scalera.
Dalla commedia Eduardo trasse il film omonimo (1951), interpretato da lui stesso e da sua sorella Titina, nonché la versione televisiva (1962) con Regina Bianchi nella parte della protagonista; Vittorio De Sica ne ricavò altresì Matrimonio all'italiana (1964), con Sophia Loren e Marcello Mastroianni, sempre ambientato a Napoli, dedicato proprio alla memoria di Titina dopo la sua scomparsa.
La commedia fu tradotta in varie lingue, tra cui l'inglese: nella versione londinese del 1977 fu diretta da Franco Zeffirelli e interpretata da Joan Plowright. Nel 1979 la stessa Plowright, dopo due stagioni di successi a Londra, interpretò la commedia a Broadway la cui regia fu firmata, in questa edizione, dal marito Laurence Olivier. Tra le altre attrici straniere che hanno dato volto alla protagonista, si ricordano la messicana Katy Jurado affiancata da Raf Vallone, l'argentina Tita Merello (in una trasposizione cinematografica) e le brasiliane Heloisa Helena e Yara Amaral.

## Trama

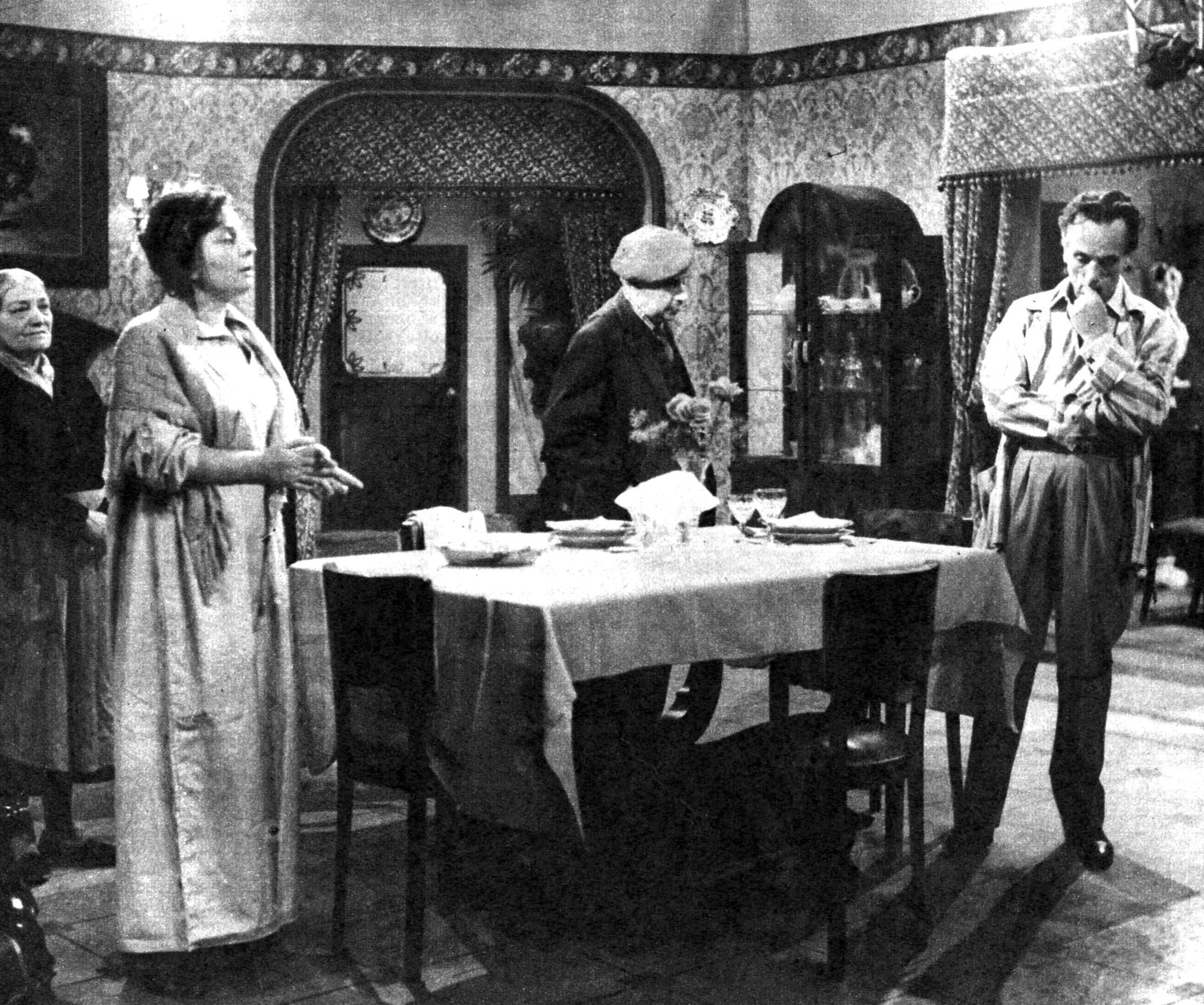
Regina Bianchi e Eduardo De Filippo nella trasposizione televisiva del 1962

### I atto
Napoli. Filumena, una donna matura con un passato da prostituta, è stata per venticinque anni la mantenuta di don Domenico (Mimì) Soriano, ricco pasticciere napoletano e suo cliente di vecchia data. Di fatto Filumena amministra i beni e la casa di lui come una vera e propria moglie.
Per costringere don Mimì al matrimonio e ad abbandonare la sua condotta dissoluta, Filumena si finge morente, coinvolgendo nell'inganno un medico e il prete che celebrerà il matrimonio in articulo mortis con Domenico che, credendola in fin di vita, la sposa con la prospettiva di un breve legame. La scoperta dell'inganno sconvolge l'uomo che intanto aveva intessuto una relazione con una giovane donna di ventidue anni, Diana, addirittura affidando a questa le cure di Filumena – falsamente agonizzante e incosciente – che così assiste, durante la finzione, alle effusioni scambiate tra i due. Alla reazione di Mimì, Filumena mette le carte in tavola: gli racconta di avere tre figli, frutto di un giuramento fatto alla Madonna delle Rose di non abortire, e di aver rinunciato a cambiare vita con un altro uomo che l'avrebbe sposata, sperando nella fine del precedente matrimonio di Soriano, che intanto aveva comunque provveduto per gelosia ad allontanare Filumena dalla casa di tolleranza.
L'atto si conclude con lo sfogo di Filumena che allontana Diana in malo modo e che chiede a Mimì il riconoscimento della paternità dei tre figli, che aveva cresciuto sino allora sottraendo a Domenico piccole somme, per dare ad essi un futuro sereno. Mimì infuriato si allontana con il proposito di voler fare di tutto per ottenere l'annullamento del matrimonio.

### II atto
Domenico chiama in casa un avvocato che lo rassicura della nullità del matrimonio celebrato con l'inganno. Filumena, che nel frattempo aveva fatto chiamare i figli per sistemarli in casa ed averli così vicino a sé, davanti al trionfo di Domenico gli esprime il proprio disprezzo, rinfacciandogli l'ingratitudine verso di lei che si è occupata per tanti anni di lui e dei suoi affari. Racconta poi l'infanzia povera e infelice da lei trascorsa nel vico San Liborio che la portò per fame a prostituirsi e comunica ai tre giovani di essere la loro madre. I tre reagiscono sbalorditi alla rivelazione della donna, ma uno di loro l'accoglierà in casa sua.
Rimasti soli, Filumena rivela a Domenico che uno dei tre è suo figlio, ma egli non le crede. La donna allora gli ricorda di quando una notte volle amarlo di un amore vero che lui non capì, pagandola come al solito con una banconota che Filumena ha conservato e sulla quale ha segnato la data del concepimento di suo figlio: ora, dopo aver strappato la parte con la data restituisce il denaro a don Mimì «…perché i figli non si pagano» e va via di casa in un moto d'orgoglio.

### III atto
Don Mimì e Filumena hanno deciso di sposarsi: ma l'uomo ancora non conosce chi è il suo vero figlio e cercherà inutilmente di scoprire quale dei tre possa essere. Filumena non glielo dirà mai perché sa che don Mimì dedicherebbe solo a lui le sue attenzioni, favorendolo a scapito degli altri due e facendo nascere dissidi tra i ragazzi.
Quindi, se don Mimì vuole essere padre di suo figlio, lo dovrà essere per tutti e tre indistintamente perché «'E figlie so' ffiglie… E so' tutte eguale…». Sulle prime Domenico sembra allontanarsi nuovamente e il matrimonio pare andare a monte, ma proprio nel momento in cui l'uomo sta per spiegare la situazione ai tre giovani si sente da questi chiamare per la prima volta "papà". Commosso da quel riconoscimento di paternità che non si aspettava, Domenico si rassegna e sposa Filumena, che per la prima volta non tratterrà le sue lacrime.

## Analisi
(Filumena)
Ancora una volta Eduardo mette in scena la crisi della famiglia patriarcale borghese, quella che è nei desideri di don Mimì, mentre Filumena sa che sarebbe «fondata sul privilegio degli uni sopra gli altri e dunque sull'esclusione dei figli illegittimi.» Filumena è consapevole che per loro il tempo della famiglia basata sull'amore è trascorso: 
Filumena sa bene che di quella famiglia rimane ben poco e che, se la si vuol far sopravvivere, bisogna rinsaldarne l'unità economica. Forse, col tempo, come spera don Mimì, si formerà una famiglia, non più quella ormai persa, ma quella ricostruita, basata sul reciproco rispetto dei coniugi e anche quello verso i figli di una prostituta.